# Euxesta pulchella
Euxesta pulchella är en tvåvingeart som beskrevs av Cresson 1906. Euxesta pulchella ingår i släktet Euxesta och familjen fläckflugor.
Artens utbredningsområde är Utah. Inga underarter finns listade i Catalogue of Life.